# Massey Harris 890
La Massey Harris 890 est un modèle de moissonneuse-batteuse automotrice produit par l'entreprise Massey Harris.
Évolution du modèle 90, répandu aux États-Unis, la 890, mieux adaptée au marché européen, est construite de 1953 à 1961 dans l'usine française de Marquette-lez-Lille et largement diffusée en France.

## Historique

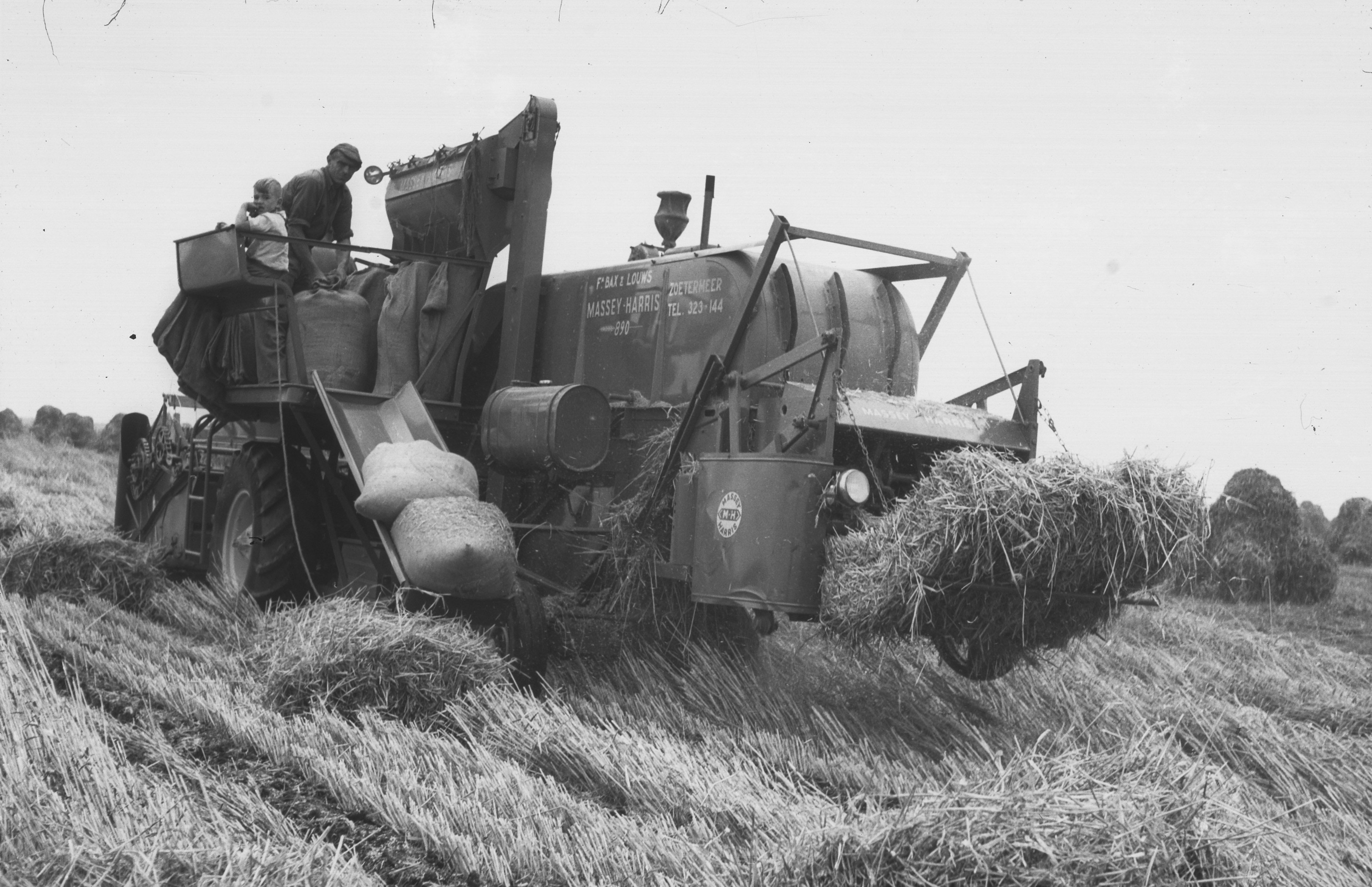
Massey-Harris 890 avec plate-forme d'ensachage et presse, Pays-Bas.

En 1938, Massy Harris fabrique aux États-Unis la première moissonneuse-batteuse automotrice de sa gamme. La pénurie de main d'œuvre consécutive à la Seconde Guerre mondiale fait bondir les ventes de ce type de machine et, en 1948, Massey Harris détient 53 % du marché américain.
La Massey Harris 890, évolution du modèle américain 90, est produite dans l'usine française de Marquette-lez-Lille à partir de 1953, le préfixe « 8 » indiquant une production française. Cette machine rencontre un grand succès et, au milieu des années 1950, trois moissonneuses-batteuses sur quatre vendues en France sont des Massey Harris. En 1958, dans le cadre de la fusion entre Massey Harris et Ferguson, la « Massey Harris 890 » devient « Massey-Ferguson 890 » sans modifications techniques ; sa production cesse en 1961, la 892 pourvue d'un moteur Diesel qui la remplace étant commercialisée dès 1960.

## Caractéristiques
Bien qu'elle soit fabriquée en France, la 890 est équipée d'un moteur à essence d'origine Chrysler dont la consommation est élevée. Ce moteur est en outre placé en partie inférieure de la machine, entre les roues avant ; cette disposition s'avère favorable à une bonne stabilité de la machine, mais expose le moteur aux poussières et augmente le risque d'incendie. Sa cylindrée est de 3 923 cm3 pour six cylindres en ligne et sa puissance maximale de 62 ch.
Trois largeurs de coupe sont proposées, 2,85 m, 3,00 m et 3,60 m ; il s'agit alors de la plus grosse machine automotrice proposée sur le marché français. Son batteur mesure 94 cm de large, douze centimètres de plus que la 80 américaine, ce qui lui permet de récolter les champs européens, plus densément semés.
La boîte de vitesses ne comporte que deux rapports avant et un rapport arrière, mais elle est couplée avec un variateur à courroie offrant douze crans de réglage. La machine peut atteindre 11,25 km/h ; cette vitesse relativement faible n'est pas un inconvénient à une époque où les déplacements sur route sont encore réduits.
La Massey Harris 890 est proposée de série avec une trémie de 16 hl pour la récolte du grain en vrac — la goulotte de vidange de la trémie est fixe sur les modèles de marque Massey Harris mais elle est repliable sur les Massey-Ferguson —, mais un dispositif d'ensachage est disponible en option. Au fil des années, avec l'évolution des pratiques agricoles, cette option est de moins en moins souvent retenue. De la même manière, la presse à balles montée à l'arrière de la machine est rapidement abandonnée ; elle génère trop de pannes.
La moissonneuse-batteuse combine des éléments ou équipements modernes pour l'époque (système sécurisé d'amenée de la récolte vers le batteur, dispositif performant de nettoyage du grain) avec des caractéristiques plus rustiques (ajustement électrique de la hauteur de coupe, réglage de la vitesse du batteur par changement des pignons), trahissant une conception américaine partiellement adaptée au marché européen.